# Стефан V Арпад
Стефан V (угор. V. István magyar király, чеськ. Štěpán V. Uherský, пол. Stefan V węgierski, нім. Stephan V. (Ungarn), 1239 — 6 серпня 1272) — король Угорщини з династії Арпадів, правління якого розпочалося 1270 року.
Є нащадком Великих князів Київський Володимира Мономаха та Ярослава Мудрого. Праправнук української княжни Єфросинії, доньки Великого князя Київського Мстислава Великого.

## Біографія
Стефан V був восьмою дитиною Бели IV і Марії Ласкарини і старшим сином подружжя. Після досягнення повноліття, 1258 року, батько віддав його в управління Трансильванію, а 1253-го для скріплення домовленості одружив з Єлизаветою, донькою половецького хана Котяна. Перед тим, 1238 року, хан привів до 40 тисяч половців до Угорщини, де за надання землі і підданства вони прийняли християнство. Після набігу монголо-татар в Угорщині оселилось до 85 тисяч половців.
У Штирії, більшу частину якої мадяри захопили 1254 року після вигасання династії Бабенбергів, 1258-го Бела IV придушив повстання, поставивши Стефана герцогом, що спровокувало нове повстання за підтримки короля Чехії Пшемисла Отакара ІІ. З вини Стефана і половецького воєводи Альпрема угорське військо було розгромлене 12 липня 1260 у битві при Кресенбрунном і за Віденським мирним договором (1261) Угорщина втратила Штирію. Це змусило поставити Стефана герцогом Трансильванії.

## Молодший король

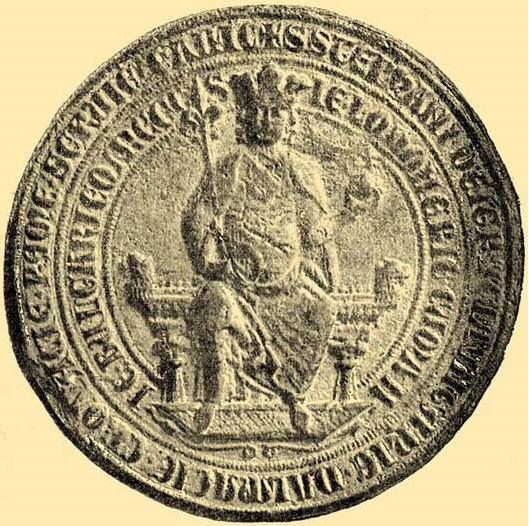
Печатка Стефана V

Після 1262-го Стефан змусив батька поділити королівство, де самостійно правив у 29 східних графствах, прибравши титул молодшого короля Угорщини (iunior rex Hungariae), сподіваючись повернути Штирію. Стефан вимушено примирився 1266 року з батьком, на чию сторону перейшли брат Бела і Бела з Мачви, син Анни і Ростислава Михайловича. Разом з Белою IV надав шляхті 1267-го «Золоту буллу» вольностей. Після смерті Бели IV коронувався на короля всієї Угорщини, змусивши сестру Анну виїхати до королівського двору доньки у Чехії. Розпочав дворічну війну з Пшемиславом Оттокаром ІІ, що завершилась безрезультатно підписанням 7 лютого 1271 мирного договору в Пожоні. Похоронений у костелі домініканців.

## Родина

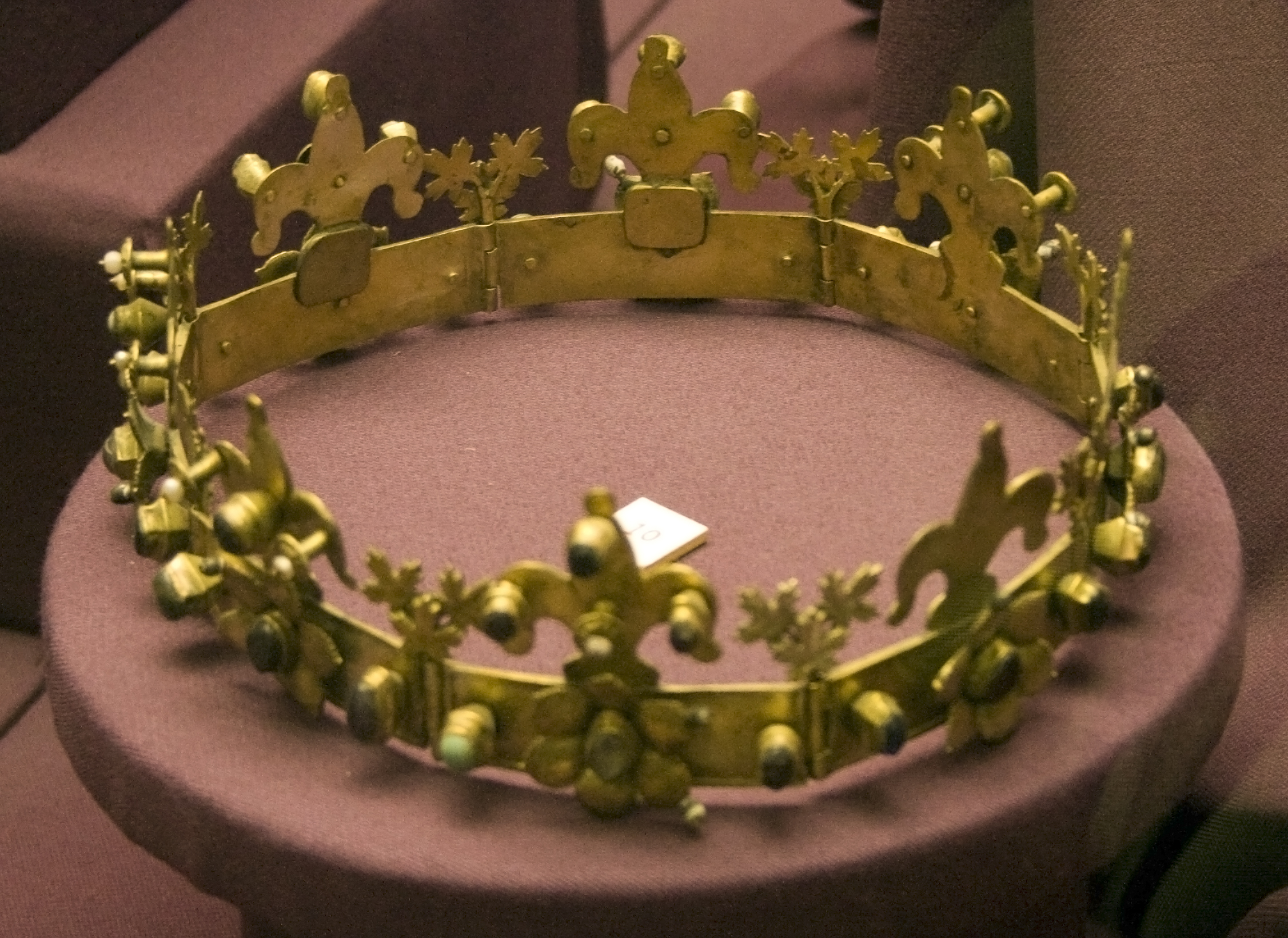
Посмертна корона Стефана V

Дружина — Єлизавета Половчанка, донька половецького хана, що правив на Північному Причорномор'ї (сучасна територія України).
Діти:
- Єлизавета (1255—1323/26) — видана за Завішу з Фалькенштайну
- Катерина (1255/57 — після 1314) — видана за короля Рашки (Сербії) і Срема Стефана Драгутина
- Марія (бл. 1257—1323) — видана за короля Неаполя Карла ІІ Кульгавого Анжуйського
- Анна (бл. 1260 — бл. 1281) — видана за імператора Візантійської імперії Андроніка ІІ Палеолога
- Ласло IV (Половець) (1262—1278) — король Угорщини (в 1272—1290 рр).
- Андрій (1268—1278), герцог Славонії.

## Генеалогія
Стефан V веде свій родовід, в тому числі, й від Великих князів Київських з роду Мономаховичів та Ярославичів.